# Urubu
Urubu (Urubu-Kaapor, Kaaporté, Urubu Kaapor, Ka'apor, Urubus-Kaapor), pleme američkih Indijanaca porodice Tupian iz istočnobrazilskih država Maranhão i Pará, danas oko 800 na rezervatima u Maranhãou. Srodni su Tupinambama.

## Ime
Sami sebe Urubui nazivaju Kaapor ili Ka'apor u značenju "moradores da mata" ili  'stanovnici šume' . Ovim nazivom nazivaju i druge stanovnike šume koje dijele na Kaaporté (pravi stanovnici šume) i Kaapor-ran (lažni stanovnici šume). Najpoznatiji su svakako pod nazivom Urubu, ime koje su im dali susjedni Indijanci Tembé, i koji označava vrstu južnoameričkog lešinara. Urubui ne vole da ih se naziva ovim imenom, ali su prihvatili druga dva manje poznata naziva za njih. To su Kambõ, izvedenica od portugalske riječi 'caboclo', naziv što su ga Brazilci dali brazilsko-indijanskim mješancima. Drugi naziv je Kamara, naziv nastao od portugalske riječi 'camarado', = 'prijatelj'.

## Jezik
Jezik urubu član je porodice Tupi-Guarani kojim se u državi Maranhão u Brazilu služi kojih 500 Urubu Indijanaca. Urubu jezik klasificira se podgrupi VIII s jezicima Indijanaca Anambé, Amanayé, Emerillon, Guajá, Oyampi, Zo'é i Turiwára.

## Etnografija
Općenito 
Urubui pripadaju kulturno amazonskom području kišnih šuma koje živi polunomadskim načinom uzrokovanim njihovim sistemom obrade tla poznatim kao 'posijeci-i-spali', i maniokom kao glavnom. Lovom i sakupljanjem u šimi i ribolovom na rijekama upotpunjuju izvore svoje prehrane. Hortikultura Urubua, uz manioku koja je temelj, poznaje još oko 50 kultiviranih biljaka, koje osim za hranu služe i u druge svrhe, za liječenje, izradu oruđa, oružja i vlakana.
 Odjeća, boje i ukrasi 
Odjeća Urubua je oskudna i sastoji se od vrpce svezane na vrhu penisa kod muškarca, i kratke pregačice kod žena. Ova pregačica plela se od pamuka ili vlakana tukume. Pacifikacijom, Urubui dobivaju i odjeću Brazilaca, ali kada idu u lov, Urubu je gol. Uz navedenu vrpcu i pregačicu, najvažniju 'odjeću' čine boje i ukrasi od perja. Pernate ukrase za glavu nose samo muškarci. Žena ovaj predmet nije smjela staviti na glavu, pa čak ni pomagati mužu da to on učini, u svakom slučaju, odmah bi joj oči iskopala ptica japui (iapui). Ova ptica ima žuto repno perje i glavnu ulogu u pernatim ukrasima za glavu. I ogrlice od perja su namijenjene samo za muškarce. Na njoj Indijanac nosi frulu od grudne kosti kopca, a koriste ih u slučajevima kada slave pobjedu ili daju djeci imena.
Ženska ogrlica radi se od perja bezazlenog tukana, a Indijanci je zovu  'hovi me'e'  ili plava stvar. Od ukrasa nadalje poznaju modre naušnice i narukvice od crvenog grudnog perja makaua koja se nosi s narukvicama od crnog sjemenja, te crni konac vezan ispod koljena, 'da lakše hodaju'.
Crvenu boju kojom se mažu dobivaju od urukua, i njome se maže samo lice. Sjemenke urukua zatvorene su u bodljikavoj ljusci koja podsjeća na ljusku divljeg kestena. Sjemenka se može zdrobiti prstima pa iz nje iscuri crveni sok. Indijanci ga pretežno kuhaju s malo ulja od čega se dobije gusti crveni sok, upotrebljiv i do godinu dana. Na ovaj način opskrbljeni su bojom i onda kada uruku nema ploda. Sokom urukua Urubui si namažu nekoliko pruga niz obraze, jednu preko podbratka, i jednu od očiju do vrha nosa. U vrijeme kakvih svečanosti nacrtaju oko očiju crvenu masku, što izgleda prilično jezovito, a takav dojam očito i žele ostaviti. Ovakva namjera zacijelo je do pacifikacije bila namijenjena neprijatelju.
 Obrada tla 
Ratarstvo Urubua tipično je kišnoj šumi i sistema je 'posijeci-i-spali', što zahtijeva migracije svakih dvije do tri godine. Indijanci prvo moraju odabrati pogodno tlo na kojem prvo posijeku drveće i grmlje koje zatim treba pričekati da se osuši, pa ga nakon toga spale. Ove indijanske njive poznate su u Brazilu kao roçe (sing. roça). Nakon što se tlo iscrpi, Indijanci na njoj zasade specijalne vrste trske koje im služe za drške strijela, a oni odlaze dalje u potragu za novim kompleksom džungle na kojem će stvoriti novu roçu. Stare napuštene roçe džungla prekrije kroz nekoliko godina.
Glavna kultura je manioka.
 Ribolov 
U ribolov Indijanci idu s otrovom kojeg dobivaju od sitnih komada isjeckane povijuše koje zatim povežu u snopove i bacaju u vodu, udarajući zatim toljagama po tim snopovima, sve dok iz njih ne poteče gusta pjena. Ovaj sok sprečava ribama disanje pa riba ispliva na površinu, nakon čega je mogu nabosti na strijelu ili rasjeći mačetom. Najpoznatije vrste koje žive u vodama u zemlji Urubu Indijanaca su surubim (Pseudoplatytoma fasciatum), pacu (Piaractus brachypomus), piranha, traíra (iz porodice Hoplias) i jeju.
Sakupljanje
Kišna šuma Indijance oopskrbljuje raznim divljim voće koje samo treba pokupiti. Urubui sakupljaju najviše plodove: bacuri (Platonia insignis), cupuaçu (Theobroma grandiflorum), piquiá (Caryocar villosum) açaí (Euterpe oleracea), bacaba (Oenocarpus distichus) i abiu cutite (Pouteria macrophylla).
 Ritualna izolacija 
Ritualna izolacija djevojaka najavljuje njezin skori dolazak u svijet odraslih i da će se uskoro smjeti udati. Vrijeme izolacije djevojke provode na osamljenim mjestima, ležeći u mrežama za spavanje (hamak) i jedući posebnu hranu. Najvažnija je prva menstruacija za vrijeme koje joj je glava obrijana. Ona se kroz to vrijeme preobražava u ženu i u njoj se manifestira se postojanje stvaralačke sile, postat će osoba koja je sposobna da rađa djecu. U spolne odnose smjet će stupiti tek kad joj kosa naraste do ramena. 
Menstrualna ('nečista') žena opasna je za zdravlje ljudi, a ako bi netko pokušao jesti hranu koja je bila u doticaju s 'menstrualnom djevojkom, mogao bi lako dobiti proljev ili kakvu drugu bolest.
Ritualima izolacije, postoje i za tušaua, nešto slično nalazimo među raznim tribalnim zajednicama širom svijeta, kada se ratnik koji je ubio protivnika, mora izvrgnuti čišćenju, u tu svrhu Indijanci američkog Jugoistoka imali su 'bijele gradove' (white towns).
Urubu-tušau prilikom 'veoma opasnog' obreda ritualnog smaknuća zarobljenog neprijatelja, mora se povući u višemjesečnu ritualnu izolaciju, koje vrijeme provodi ležeći u hamaku, obješenoj visoko iznad tla. Razlog ove izolacije, kaže britanski antropolog Francis Huxley, je moćna spiritualna sila koja je opasna za krvnikove suplemenike. Cijelo to vrijeme on ne smije stati na tlo. Ako bi došlo do toga da se netko razboli, tušau do bolesnika odlazi gazeći po hasurama koje mu bacaju pod noge.
Nakon završetka izolacije Indijanci prave velike količine pića cauin. Tušau tada odlazi do potoka da se opere i umije, a nakon toga vraća se u selo te stane ispred 'kuće za gozbu', okrenut prema istoku. U praskozorje, kad se pojavi sunce, jedan od staraca napravi mu vjeveričinim zubom duboke rane na rukama i nogama, da iscuri 'rđava krv', koje nakon toga žene isperu pamukom i vodom. Oni koji su promatrali ovu scenu puštanja krvi tušaua, također se moraju podvrći ranjavanju ruku i nogu i mućenju mravima i osama koje traje cijelo vrijeme dok ih ove životinjice same ne prestanu bosti. Tušau kroz ovo čitavo vrijeme pleše.
 Društvo i brak 
 Kuvada 
Kuvada Urubua, šestomjesečno je razdoblje po rođenju djeteta, tijekom koje se otac, odnosno muž, povlači u svoju mrežu za spavanje, oponašajući ženine trudove. U stanju ove ritualne izolacije nalaze se i muž i žena, a kroz to vrijeme smiju konzumirati samo šibe i meso jedne vrste kornjača. 
Nedjelju dana nakon poroda muž i žena smiju ustati iz svojih mreža, ali on ne smije u lov, niti ona u nasade s maniokama. Dijeta će trajati sve vrijeme kuvade, iako će postepeno sve više slabiti, odnosno dok dijete ne navrši šest mjeseci, kad će dobiti ime.
Pubertet: uvod u zrelo doba
Urubui ne poznaju tajne kultove, pa nemaju ni grupnih inicijacija za dječake. Da bi dječak postao muškarac, on je morao sudjelovati u nekom ratnom pohodu i ubiti barem jednog ratnog zarobljenika, u okviru posebne obredne ceremonije. Vođa ove ceremonije je tušau, koji pita dječake, 'žele li da na glavu stavi svoju kapu od marakajina krzna', ili prevedeno, pita ih, 'da li ga priznaju za poglavicu', i tako postanu njegovi ratnici. Svaki dječak dužan mu je pokloniti nekoliko strijela u znak odanosti, a tušau bi mu tada oko glavića spolovila svezao vrpcu. Dječaci bi se smatrali zrelim za ceremoniju vezanja vrpce na vrhu penisa tek pojavom dlaka na pubesu.
 Hrana i piće 
šibe ili kauin
Kauin (cauin, kau-i), je piće koje se kroz veliki dio Južne Amerike javlja u više sličnih varijanti, a proizvodi se od manioke ili kukuruza. Kauin Urubua proizvodi se od manioke, ono je podložno mnogim tabuima, a bukvalno mu je značenje  'luda voda' . Urubi ovo pivo nazivaju  'kau-i' , i nastaje od  'kau' , =lud, +  'i' , =voda. Oni vjeruju da se u kauinu nalazi duh koji nad njima stječe vlast kad se opiju. Kauin je Urubuu više nego Škotu vrući porridge. Pije ga u svakom trenutku, prije i poslije jela, i prije i poslije spavanja, te kad se god za to ukaže kakva prilika. Najviše kauina Indijanci popiju za vrijeme raznih ceremonija, kada se pripremaju golemi lonci s pivom, koje počinju piti odmah nakon zalaska sunca, pa ga piju cijelu noć, pjevajući pjesme u njegovu čast. Pjevaju kako se gomolji manioke gnječe, i njegova pulpa procjeđuje kroz posebna sita. Od ovoga se kasnije rade pogače koje će žene žvakati i pljuvati u velike lonce gdje će fermentirati dok se ne pretvore u kau-i.
Nakon ovakve terevenke, žene će ujutro pitati svoje muškarce 'jesu li se dobro naljoskali ?' Izlaskom sunca počinje ceremonija a opijanje je poslužilo u svrhu duhovnog čišćenja.
 Mitologija, heroji kulture 
 Šamanizam 
Urubui su šamanisti, u stvari takva je bila situacija prije nego što su s rijeke Capim došli na sadašnje područje, gdje Huxley nalazi da djeluje nekoliko 'lažnih šamana'. Ovaj šamanizam naučili su od Tembé Indijanaca, jer su svoje stare šamanske običaje zaboravili. Kod Tembe Indijanaca običaj je da se puši duhan umotan u obliku velikih cigara u koru drveta tauari (vidi  Arhivirana inačica izvorne stranice od 13. prosinca 2007. (Wayback Machine)).  Kod Urubua, drži Huxley, duhan se pušio na glinene lule. Šaman bi pušio duhan dok ne bi pao trans, nakon čega bi se s neba spustio duh tape-tapen, koji bi upitao šamana 'što se dogodilo', i dao mu upute, po kojima bi ovaj morao postupiti.
 Kanibalizam (antropofagija) 
Urubui su bili ljudožderi, a po Huxleyu, ništa manje pohlepni za ljudskim mesom od njihovih rođaka Tupinamba. U vrijeme kada je Huxley posjetio ovo pleme, oni više nisu bili ljudožderi, i taj su svoj stari običaj sakrivali pred njim. Prema Huxleyu antropofagija Urubua imala je za cilj doći do inkarniranih protivnikovih vrlina u njegovom mesu, koje su oni konzumirali. To što je njega i 'njegove vrline', ujedno je i značilo da su jači od njega i nadmašili ga. Svoj dio mesa morale su dobiti i žene, kao i djeca. Isti običaj vladao je i kod Tupinamba s atlantske obale Brazila.
 Tušaui i ritualna smaknuća 
Tušau (tushau) je ratni poglavica, odnosno ratni vođa iz vremena dok je pleme još bilo ljudoždersko. Simbol tušaua bila je krznena kapa pjegaste mačke-marakaja, a njegov posao bio je i ritualno smaknuće zarobljenih neprijatelja. Pacifikacijom Urubua dvadesetih godina 20. stoljeća od strane Službe za zaštitu Indijanaca ukinut je i običaj ritualnog kanibalizma i ritualnih smaknuća, čime je i položaj tušaua postao nepotreban, te je nestao.
 O poglavicama 
Poglavica nema nikakve vlasti, niti može izdavati naređenja. Njegov utjecaj ovisi o njegovoj spretnosti u lovu, hrabrosti i posebno o darežljivosti. Škrti poglavica veoma brzo gubi ugled i podanike.
 O osobnim imenima 
Kod Urubua vlada pravilo koje je dosta često među Indijancima, a to je da svaki čovjek ima više imena. Urubu mora imati najmanje tri imena. Prvo ime dobiva onda kad navrši 6 mjeseci života. Kasnije dobiva neki nadimak kojeg je zaslužio po nečemu što je učinio. Treće ime dobije onda kad se oženi i dobije dijete. Tada on postaje N.N.-ov otac, odnosno 'otac toga i toga.
Nadalje, vlada i pravilo izbjegavanja izgovaranja osobnih imena, osobito ne na glas, kada se nekom obraćamo. Ovome je vjerojatno uzrok, strah od zlih duhova koji bi mogli čuti nečije ime i onda mu naštetiti. Umjesto osobnih imena Urubu Indijanci se služe rodbinskim nazivima, kako bi prevarili zlog duha.
 O krvnom srodstvu 
Sistem srodstva Urubua ima klasifikacijsku tipologiju u kojem Indijanac svog oca i očevog brata naziva jednakim terminom, odnosno  'očevima' , a majku i majčine sestre naziva  'majkama' . Sva su mu njihova djeca  'braća'  i  'sestre' .  Očevoj sestri kaže  'tetka' , a majčinom bratu  'stric' , a njihova djeca mu dođu  'bratićima'  i  'sestričnama' . 
Urubu Indijanac najradije se ženi svojim sestričnama, pa mu bratići i sestrične istovremeno postaju i  'šurjaci'  i  'šurjakinje' , pa su iz istog razloga i roditelji bračnog druga  'stric'  i  'tetka' .

## Vanjske poveznice
- Os Ka´apor  Arhivirana inačica izvorne stranice od 20. kolovoza 2007. (Wayback Machine)
- Kiyoko Kakumasu, Urubu-Kaapor Girls’ Puberty Rites